# Katharina Oravsky Sandström
Katharina Oravsky Sandström, född 13 januari 1985 i Jönköping, är en svensk-dansk författare, journalist, läkare och forskare. Hon skriver i danska publikationer ”Lægemagasinet – Magasin for praktiserende læger og speciallæger” , ”Ugeskrift for Læger”  samt dagstidningarna Politiken  och Berlingske .
Hennes litterära bokdebut var boken Flamingokvinden – Fortællinger om mennesker, helbred og arbejdsliv.
Sandström, forskar på Clinical Research Physician at Center for Neuropsychiatric Schizophrenia Research . Hon är syster till dietisten Aleksandra Oravsky Sandström, doktorand på Institutionen för kost-och idrottsvetenskap, Göteborgs universitet .
Katharina och Aleksandra står som förlaga till karaktärerna Kattis och Sandra i brevväxlingsromanen Dumma byxa ut och gå när man nappar på en tå, skriven av deras far Vladimir Oravsky.